# Faustina (película)
Faustina es una película española de 1957 escrita y dirigida por José Luis Sáenz de Heredia, autor también de la opereta Si Fausto fuera Faustina, estrenada por Celia Gámez en 1942. Se inspiran ambas en la novela de Johann Wolfgang von Goethe Faust.
Con un reparto de peso encabezado por la estrella mexicana María Félix y Fernando Fernán Gómez, se presentó en competición en el Festival Internacional de Cine de Cannes. 
Sáenz de Heredia recibió el Premio del Sindicato Nacional del Espectáculo al mejor director.

## Argumento
Un demonio es requerido para hacer un pacto con una anciana de tempestuoso pasado que desea volver a la juventud. Mogón es un condenado que se suicidó por aquella mujer que fue la causa de que perdiera su alma y esté en el infierno.